# Coulonces, Orne
Coulonces är en kommun i departementet Orne i regionen Normandie i nordvästra Frankrike. Kommunen ligger i kantonen Trun som tillhör arrondissementet Argentan. År 2022 hade Coulonces 212 invånare.

## Befolkningsutveckling
Antalet invånare i kommunen Coulonces
| Referens: INSEE |